# Kakanj
Kakanj (srbsky Какањ) je město a sídlo stejnojmenné opčiny v Bosně a Hercegovině v Zenicko-dobojském kantonu. Nachází se asi 22 km jihovýchodně od Zenice. V roce 2013 žilo v Kakanji 12 256 obyvatel, v celé opčině pak 38 937 obyvatel.
K městu připadají též vesnice Alagići, Bastašići, Bašići, Bičer, Bijele Vode, Bijelo Polje, Bilješevo, Bistrik-Crkvenjak, Bištrani, Bjelavići, Bosna, Brežani, Brnj, Brnjic, Bukovlje, Crnač, Čatići, Danci, Desetnik, Doboj, Donja Papratnica, Donji Banjevac, Donji Kakanj, Donji Lučani, Dračići, Drijen, Dubovo Brdo, Dumanac, Gora, Gornja Papratnica, Gornji Banjevac, Gornji Lučani, Govedovići, Gradac, Groce, Halinovići, Haljinići, Hausovići, Hodžići, Hrasno, Hrastovac, Ivnica, Javor, Jehovina, Jerevice, Jezero, Kakanj, Karaula, Karaulsko Polje, Klanac, Kondžilo, Koprivnica, Kraljeva Sutjeska, Krševac, Kučići, Kujavče, Lipnica, Lučići, Lukovo Brdo, Marijina Voda, Miljačići, Mioči, Modrinje, Mramor, Nažbilj, Obre, Papratno, Pavlovići, Pedići, Podbjelavići, Podborje, Poljani, Poljice, Pope, Popržena Gora, Ratanj, Ribnica, Ričica, Rojin Potok, Saranovići, Sebinje, Semetiš, Seoce, Slagoščići, Slapnica, Slivanj, Slivnice, Sopotnica, Starposle, Subotinje, Termoelektrana, Teševo, Tičići, Tršće, Turalići, Turbići, Varalići, Veliki Trnovci, Viduša, Vrtlište, Vukanovići, Zagrađe, Zgošća, Zlokuće, Željeznička Stanica Kakanj a Živalji.
Nachází se zde tepelná elektrárna, podle níž je také pojmenována jedna z vesnic (Termoelektrana). Jiná vesnice, Željeznička Stanica Kakanj, je pojmenována po železniční stanici v Kakanji.

## Historie

### Válka v Bosně
Situace v Kakanji na začátku bosenské války byla spíše klidná, konfrontována s frontovými liniemi v oblasti Zavidovići. Město bylo uprostřed území kontrolovaného bosenskou vládou, podél komunikační cesty se Zenicí. Většina srbské menšiny město brzy opustila, zatímco přišli bosenští uprchlíci z měst kontrolovaných Srby.
Mezi březnem a červnem 1994 podepsali Chorvati a Bosňáci Washingtonskou dohodu, která vytvořila Federaci Bosny a Hercegoviny. Situace v Kakanji se zlepšila, ale uprchlíci se nevrátili. Zdravotní a hygienické podmínky byly špatné; v roce 1994 byla zaznamenána epidemie hepatitidy. Potravinová bezpečnost byla díky humanitární pomoci pod kontrolou, i když celkové ceny zůstaly neúnosné a většina rodin přežila s distribucí organizovanou společností a zahrádkami. Téměř všechny výrobní činnosti byly zastaveny.

## Obyvatelstvo
Město Kakanj, sčítání lidu v roce 1991; celkem: 12 008
Město Kakanj, sčítání lidu v roce 2013; celkem: 11 796
| Obyvatelstvo obce Kakanj |                |                 |                 |                 |
| rok sčítání              | 2013           | 1991.           | 1981.           | 1971.           |
| Bosňáci                  | 32 341 (86,4%) | 30 528 (54,56%) | 27 393 (52,55%) | 25 142 (52,84%) |
| Chorvati                 | 2 973 (7,9%)   | 16 556 (29,59%) | 16 016 (30,72%) | 15 479 (32,53%) |
| Srbové                   | 281 (0,8%)     | 4 929 (8,80%)   | 5 182 (9,94%)   | 6 233 (13,10%)  |
| Jugoslávci               |                | 2 554 (4,56%)   | 2 298 (4,40%)   | 301 (0,63%)     |
| ostatní a neznámí        | 1 846 (4,9%)   | 1 383 (2,47%)   | 1 238 (2,37%)   | 425 (0,89%)     |
| celkem                   | 37 441         | 55 950          | 52 127          | 47 580          |

Při sčítání lidu v roce 1991 mělo samotné město Kakanj 12 008 obyvatel.